# Adam Easton
Adam Easton, O.S.B. (Easton, Norfolk, c. 1328/1338 – Roma, 15 de setembro de 1397) foi um clérigo inglês do século XIV. Foi criado cardeal pelo Papa Urbano VI, a mando de quem foi preso acusado de traição. O cardeal escapou da execução por causa do rei inglês.

## Biografia
Adam nasceu em uma família humilde. Seu sobrenome também é listado como Eston e Oeston. Ele era conhecido como Cardinalis Angliae ou o Cardeal da Inglaterra; e o Cardeal de Norwich.
Após seus estudos iniciais, ele entrou para a Ordem de São Bento no priorado da catedral de Norwich, ainda jovem; mais tarde, estudou na Universidade de Oxford e obteve um doutorado em teologia e uma grande reputação como um estudioso grego e hebraico. Foi uma testemunha contra John Wycliffe, quando este apelou de sua demissão da tutela do salão de Canterbury, Oxford, ordenada por Simon Langham, arcebispo da Cantuária. Professor de teologia na Universidade de Oxford.
Pe. Adam deixou a Inglaterra para Avinhão, provavelmente na comitiva do Cardeal Langham; ele estava envolvido na missão diplomática em Flandres para tentar concordar com um tratado de paz entre a França e a Inglaterra; recebeu alguma nomeação na cúria papal; quando o Papa Gregório XI se mudou para Roma, ele foi com a corte papal. Em 9 de março de 1379, ele foi deposto no Palácio Apostólico do Vaticano em um inquérito sobre o conclave que elegeu o Papa Urbano VI. Em 1º de junho de 1381, assinou, como Irmão Adam de Anglia, um documento papal pelo qual o Papa Urbano VI concedeu a investidura ao rei de Nápoles. A pedido do Rei Eduardo III da Inglaterra, ele foi promovido ao cardinalato.
Criado cardeal-presbítero no consistório de 21 de dezembro de 1381. Nomeado, por disposição papal, decano da Catedral de Iorque; ocupou o posto de 1382 a 1390, mesmo quando o rei Ricardo II tentou intrometer um de seus favoritos. Em 1384, o Papa Urbano VI transferiu a cúria para Nocera, na Úmbria; então ocorreu o protesto de cinco cardeais, que escreveram uma carta contra seu cruel despotismo: Easton, Gentile di Sangro, Ludovico Donato, OFM, Bartolomeo da Cogorno, OFM, e Marino Giudice. Os cinco cardeais mais Giovanni da Amelia, foram presos no Castelo de Nocera Umbria em 11 de janeiro de 1385; lá, eles sofreram tortura, prisão e degradação do cardinalato; e todos, exceto o Cardeal Easton (por causa da intervenção do Rei Ricardo II da Inglaterra), foram executados em Gênova em dezembro de 1385 ou 11 de janeiro de 1386.
Cardeal Easton foi liberto da prisão, pela intercessão do Rei Carlo Durazzo de Nápoles, e ordenado a viver em um mosteiro beneditino como um simples monge, sob a custódia de um clérigo francês da Câmara Apostólica. O Papa Bonifácio IX restaurou seu cardinalato em 18 de dezembro de 1389, com o título de S. Cecília. Ele obteve o benefício de Yetminster Secunda, uma prebenda em Salisbury, e o reitorado de Heigham, perto de Norwich. O cardeal voltou para a Inglaterra em questões entre o papa e o Rei Ricardo II; Easton representava os interesses ingleses na cúria romana.
Cardeal protopresbítero em junho de 1396. Enquanto estava em Oxford, ele escreveu várias obras em grego, latim e hebraico, que não existem mais. Suas obras também incluíam um tratado sobre a eleição do papa, De electione Pontiffici; De Potestate Ecclesiae (sobre as disputas entre o rei e o papa), Defensorium Ecclesie; e uma obra sobre a forma de procedimento contra hereges na qual podemos ver um eco de sua parte contra Wycliffe. Diz-se que ele escreveu Perfectio Vitae Spiritualis, uma obra para uso de contemplativos. Diz-se também que o cardeal Easton compôs o Ofício para a Festa da Visitação, estendido pelo papa a toda a igreja, na esperança de que, pela intercessão da Bem-Aventurada Virgem Maria, o cisma pudesse terminar; este Ofício foi substituído por outro na reforma litúrgica do Papa Pio V. Ele também trabalhou pela canonização de Brígida da Suécia, que foi realizada em 7 de outubro de 1391. O cardeal também foi nomeado administrador perpétuo da sé de Londres.
Cardeal Adam Easton foi enterrado em um túmulo esplêndido no fundo da nave da igreja de S. Cecília em Trastevere, Roma, perto do santuário da santa. Por muitos anos, seu túmulo e sua cela em Génova atraíram visitas de viajantes ingleses. Ele deixou sua biblioteca para os monges de Norwich.